# روبرت سيمبسون (منافس ألعاب قوى)
روبرت سيمبسون (بالإنجليزية: Robert Simpson)‏ هو منافس ألعاب قوى أمريكي، ولد في 25 مايو 1892 في بوسوورث في الولايات المتحدة، وتوفي في 10 نوفمبر 1974 في لوس أنجلوس في الولايات المتحدة.

## روابط خارجية
- روبرت سيمبسون على موقع الاتحاد الأمريكي لسباقات المضمار والميدان، قاعة المشاهير (الإنجليزية)
- روبرت سيمبسون على موقع قاعة ميسوري للمشاهير الرياضية (الإنجليزية)